# Randusanga Wetan
Randusanga Wetan is een bestuurslaag in het regentschap Brebes van de provincie Midden-Java, Indonesië. Randusanga Wetan telt 2079 inwoners (volkstelling 2010).